# Les Nouvelles de Bordeaux et du Sud-Ouest

Les Nouvelles de Bordeaux et du Sud-Ouest était un quotidien régional communiste du XXe siècle, publié de 1944 à 1956 sous un format quotidien, puis devenu hebdomadaire et passé ensuite à l'édition numérique.

## Histoire
Les Nouvelles de Bordeaux et du Sud-Ouest ont été publiées dans la Gironde et plusieurs départements des alentours entre 1944 et 1956, puis ont été obligées de revenir à un format hebdomadaire, de même que d'autres publications régionales liées au PCF. Dans les années 1950, le journal est dirigé par Henri Bordage, qui avait adhéré au PCF pendant la Résistance, nommé le 16 octobre 1950, après avoir été rédacteur en chef adjoint de L'Humanité à laquelle il collaborait depuis février 1948. Le journal a un bureau d'information à Périgueux en Dordogne, où il est l'un des deux quotidiens les plus lus. 
En mars 1955, Les Nouvelles publient un numéro spécial contre les accords de Paris et la menace de guerre atomique, salué par le secrétaire général du parti communiste français Maurice Thorez, qui leur reprochent cependant d'avoir affirmé des exagérations qui « ne peuvent que porter l'eau au moulin des impérialistes américains qui voudraient préparer impunément la guerre atomique en faisant répandre dans les masses les idées fausses ». Il exprime ainsi une opinion à rebrousse-poil de celle du scientifique Frédéric Joliot-Curie,, militant du Parti communiste français depuis 1942 et président du Conseil mondial de la paix depuis 1949, qui avait lancé en 1950 l'appel de Stockholm visant à l'interdiction de la bombe atomique puis signé au cours de la même année 1955 le manifeste Russell-Einstein soulignant le danger des armes nucléaires afin de rechercher des solutions pacifiques aux conflits internationaux.
Les Nouvelles se voient publiquement intimées par Thorez de s'aligner sur la ligne de Gueorgui Malenkov, qui dès le 2 mai 1953 avait demandé à l'ambassadeur soviétique à Pékin, V. V. Kouznetsov, de transmettre le message suivant à Mao Zedong :  « Le gouvernement soviétique et le Comité central du PCUS ont été induits en erreur. La diffusion par la presse d’informations concernant l’utilisation par les Américains d’armes bactériologiques en Corée était basée sur des informations fallacieuses. Les accusations contre les Américains étaient fausses. »
Peu après, au début de la Guerre d'Algérie, le journal a été saisi par la justice après un article décrivant les opérations de police en métropole contre des Algériens appartenant à des organisations dissoutes, au moment où des opérations policières dans les milieux nord-africains combattant contre la Guerre d'Algérie avaient entrainé en une journée pas moins de 300 arrestations. 
En juin 1956, le PCF annonce que trois quotidiens communistes de province fondés en 1944, les Nouvelles de Bordeaux, dont le tirage était tombé à 30 000 exemplaires, Patriote de Toulouse, revenu à 30 000 exemplaires, et Ouest-Matin tombé à 20 000 exemplaires, cessent de paraître à partir du 15 juin « en raison des charges trop lourdes qu'ils devaient supporter ». Un quatrième, Le Patriote de Saint-Étienne, qui ne diffuse plus que 25 000 exemplaires, a décidé au même moment de supprimer ses éditions de l'Allier, du Puy-de-Dôme, de la Haute-Loire et de la Vienne, seule celle de la Loire continuant à paraître, imprimée à Lyon. Même démarche de recentrage extrême pour Les Allobroges de Grenoble, tombé à 65 000 exemplaires, qui supprime ses éditions des deux Savoies, de l'Ardèche, de la Drôme et des Hautes-Alpes, se recentrant sur le seul département de l'Isère.
Henri Bordage (1922-1968) sera plus tard aussi un dirigeant de l'Union française de l'information, puis de 1958 à 1964 un des deux rédacteurs en chef du quotidien Libération. Lors des élections présidentielles de 1965, il signera l'appel de plupart des anciens journalistes du quotidien, publié dans Le Monde, qui réprouvent  « catégoriquement l'initiative d'Emmanuel d'Astier », fondateur de Libération, d'appeler à voter pour le général de Gaulle.
Maintenu sur un format hebdomadaire, le journal Les Nouvelles est condamné en 1957 à 30 000 francs d'amende et à 100 000 francs de dommages et intérêts, dans une affaire où avait publié une lettre d'ancien médecin-chef dénonçant un autre médecin.
Le journal devient hebdomadaire, supplément de l'Humanité-Dimanche de févr. 1964 à avr. 1972 puis redevient autonome, toujours hebdomadaire, à partir de mai 1972.